# 利亚尔德坎斯
利亚尔德坎斯，是西班牙加泰罗尼亚莱里达省的一个市镇。 总面积66平方公里，总人口607人（2001年），人口密度9人/平方公里。